# Лесной сельский округ (Акмолинская область)

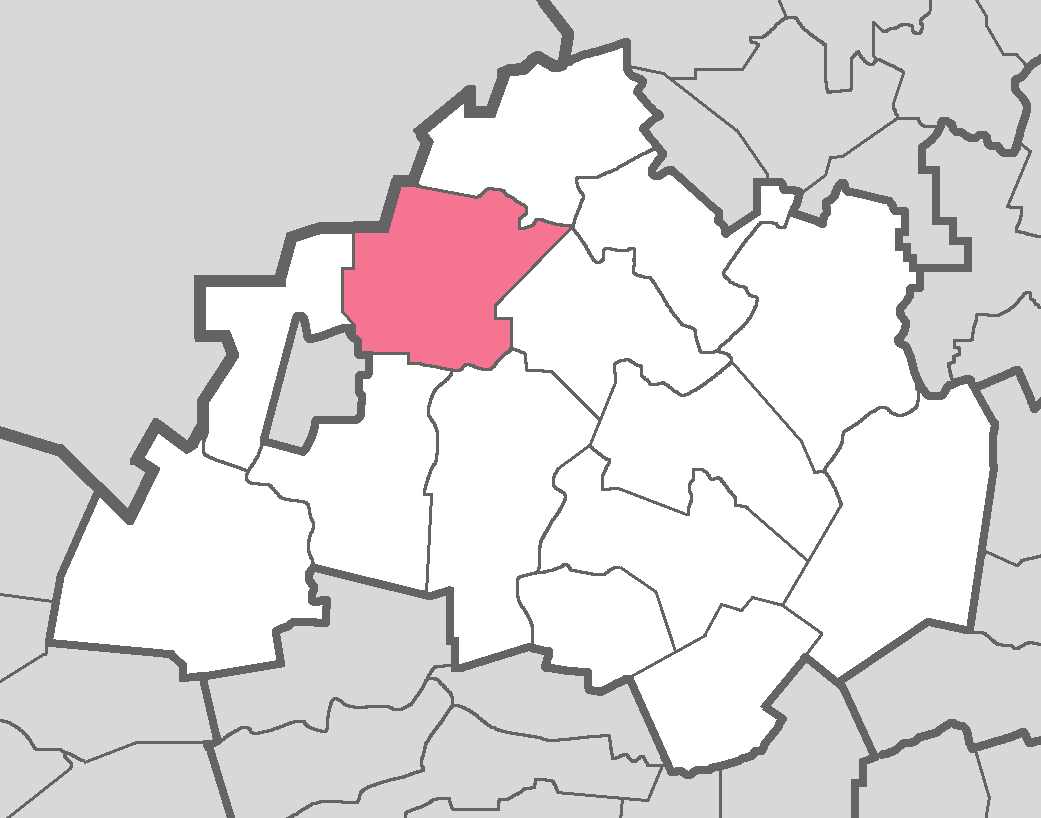

Лесно́й се́льский окру́г (каз. Лесной ауылдық округі) — административная единица в составе Сандыктауского района Акмолинской области Республики Казахстан. Административный центр — село Лесное.

## География
Сельский округ расположен в северо-восточной части района, граничит:
- на востоке с Балкашинским сельским округом,
- на юго-востоке с Максимовским сельским округом,
- на юге с Веселовским сельским округом,
- на юго-западе с Шантобинской поселковой администрацией Степногорской горадминистрации,
- на западе с Жамбылским сельским округом,
- на северо-западе с Айыртауским районом Северо-Казахстанской области,
- на севере с Новоникольским сельским округом.

## Население
| Численность населения | Численность населения | Численность населения |
| 1989                  | 1999                  | 2009                  |
| --------------------- | --------------------- | --------------------- |
| 2367                  | ↘1858                 | ↘1514                 |

## Состав
В состав сельского округа входят 5 населённых пунктов.
| № | Населённый пункт | Тип населённого пункта       | Население, 1989 | Население, 1999 | Население, 2009 |
| - | ---------------- | ---------------------------- | --------------- | --------------- | --------------- |
| 1 | Быстримовка      | село                         | 369             | 266             | 178             |
| 2 | Граниковка       | село                         | 218             | 151             | 100             |
| 3 | Каховка          | село (бывшее)                | 25              | -               | -               |
| 4 | Крутые Горки     | село (бывшее)                | 18              | 20              | -               |
| 5 | Лесное           | село, административный центр | 1 050           | 809             | 750             |
| 6 | Михайловка       | село                         | 394             | 374             | 282             |
| 7 | Речное           | село                         | 293             | 238             | 204             |

В 1989 году в сельском округе насчитывалось 7 населённых пунктов.
- село Каховка — ликвидировано в 2000 году[11].
- село Крутые Горки — ликвидировано в 2006 году, поселение вошло в состав села Лесное[12].